# Ла Кастелана (Фиренца)
Ла Кастелана је насеље у Италији у округу Фиренца, региону Тоскана.
Према процени из 2011. у насељу је живело 8 становника. Насеље се налази на надморској висини од 598 м.